# X-TRAIL JAM
X-TRAIL JAM（エクス-トレイル・ジャム）は、2001年から2008年まで、毎年12月の土日に東京ドームで行われていた世界最大級の屋内スノーボード競技会。主催は日本テレビ放送網、特別協賛は日産・エクストレイル。

## 歴史
第1回は2001年2月2・3日に行われる。第2回は同年12月に行われ、以来毎年年末に開催され、TOYOTA BIG AIRと並ぶ日本のスノーボード界最高峰の競技会に成長した。
スノーボードセッションの合間にアーティストのライブも行っていた。競技はストレートジャンプとクォーターパイプの2部門制。
メインスポンサー、日産自動車の大規模リストラなどが話題に上がったのちの2009年に開催が休止が発表されて以後は開催復活の動きがなく、事実上消滅した。

## 歴代出場者
- ショーン・ホワイト（トリノ五輪金メダル）
- テリエ・ハーコンセン
- トラビス・ライス
- ヘイキ・ソーサ
- アンティ・アウティ
- アンディ・フィンチ
- マシュー・クレペル
- ニコラス・ミューラー
- ライオ・田原
- 鈴木伯

## 出演アーティスト
- RIZE
- EXILE
- 倖田來未
- SHAKKAZOMBIE
- ロードオブメジャー